# Гарсия Монхе, Хоакин
Хоакин Гарсия Монхе (исп. Joaquín García Monge; 20 января 1881, Десампарадос, Сан-Хосе — 31 октября 1958, Коста-Рика 20 января 1881 — 31 октября 1958) — коста-риканский писатель, публицист, общественный деятель, автор первых национальных романов Коста-Рики.

## Биография
Родился в городе Десампарадос в провинции Сан-Хосе, Коста-Рика. В 1899 году получил высшее профессиональное образование. В 1901 году отправился учиться в педагогический институт Чилийского университета. В 1904 году он вернулся в Коста-Рику и работал учителем испанского языка в средней школе, где ранее учился. После падения диктатуры братьев Тиноко в 1919 году новое демократическое правительство назначило его секретарём (министром) просвещения. Был директором Национальной библиотеки (c 1920 по 1936 гг.).
В 1919 году создал литературный журнал «Реперторио американо» («Repertorio Americano». 1919—58), ставший трибуной передовых общественных идей и континентальной солидарности стран Латинской Америки, руководил им до своей смерти. Активный мыслитель и общественный деятель, он вместе с Кармен Лирой участвовал в создании Партии союза рабочих, крестьян и интеллигенции (1929), которая считается первой идеологической в стране и предшественницей Коммунистической партии Коста-Рики.
В 1935 году Лига Наций пригласила его в качестве наблюдателя в Женеву. Выступал за укрепление дружбы с Советским Союзом. Получил несколько престижных наград в своей стране и за рубежом, в том числе орден ацтекского орла правительства Мексики и орден Солнца от правительства Перу.

## Творчество
Хоакин Гарсия Монхе — из основоположников костумбризма в коста-риканской литературе. Роман El Moto, опубликованный в 1900 году, считается основополагающим текстом коста-риканской литературы. В романах «Сиротка» (1900), «Дочери полей» (1900), «Самопожертвование» (1902), в сборнике «Злой призрак и другие рассказы» (1917) изобразил тяжёлую жизнь сельской и городской бедноты. В 1905 г. перевёл на испанский язык рассказ «Красный смех» Леонида Андреева.